# Erythrina hazomboay
Erythrina hazomboay es una especie de árbol perteneciente a la familia  Fabaceae. Es endémica de Madagascar en Antsiranana, Fianarantsoa y Toamasina. Una población se encuentra en el parque nacional de Andasibe-Mantadia.

## Descripción
Es un árbol, que se encuentra en el bosque húmedo, o subhúmedo a una altitud de 500-999 metros. En la actualidad se conoce sólo en cuatro localidades. Su rango es amplio, se extiende sobre 1000 km ² y es probable que existan en más localidades.

## Taxonomía
Erythrina hazomboaya fue descrita por Du Puy & Labat y publicado en Bulletin du Muséum National d'Histoire Naturelle, Section B, Adansonia. Botanique Phytochimie 18: 228–230, f. 2(A–H). 1996.
Etimología
Erythrina: nombre genérico que proviene del griego ερυθρóς (erythros) = "rojo", en referencia al color rojo intenso de las flores de algunas especies representativas.
hazomboay: epíteto